# Ludwig Mond
Dr Ludwig Mond (7 de març de 1839 - 11 de desembre de 1909), va ser un químic alemany i home de negocis que va acabar nacionalitzant-se britànic.

## Biografia
Ludwig Mond era d'origen jueui nasqué a Kassel, Alemanya. Estudià química a la Universitat de Marburg sota Hermann Kolbe i a la Universitat de Heidelberg sota Robert Bunsen però mai va obtenir el grau universitari. Treballà a fàbriques químiques d'Alemanya i els Països Baixos fins a treballar a la fàbrica d'Anglaterra de John Hutchinson & Co a Widnes el 1862. Es va associar amb John Hutchinson i desenvolupà un mètode per recuperar el sofre com a subproductedel Procés Leblanc, el qual es feia servir per a fabricar carbonat de sodi (soda).
El 1872 Mond entrà en contacte amb l'industrial belga Ernest Solvay qui havia desenvolupat un procés millor per obtenir la soda (el Procés Solvay). Mond l'any 1880 aconseguí fer aquest procés plenament comercial i en 20 anys que les empreses amb què treballava fossin els principals productores de soda del món.
Mond descobrí també el compost químic carbonil de níquel que servia per produir níquel a partir de la mena a través del Procés Mond.
Va ser escollit membre de la Royal Society l'any 1891 i rebé molts altres honors i distincions.